# 施瓦巴赫
施瓦巴赫（德語：Schwabach，發音：[ˈʃvaːbax] ⓘ）是德国巴伐利亚州中弗兰肯行政区的非县辖城市，也是该州最小的非县辖城市，面积40.8平方千米，2023年12月31日人口41,380人。